# Tipula (Microtipula) decens
Tipula (Microtipula) decens is een tweevleugelige uit de familie langpootmuggen (Tipulidae). De soort komt voor in het Neotropisch gebied.